# Січень 2009
Січень 2009 — перший місяць 2009 року, що розпочався у четвер 1 січня та закінчився у суботу 31 січня.

## Події
- 1 січня
  - Австрія, Японія, Уганда, Мексика та Туреччина отримують місця в Раді Безпеки ООН.
  - Асунсьйон, столиця Парагваю, отримала статус Американської культурної столиці, а Вільнюс і Лінц — статус Європейських культурних столиць.
  - Словаччина перейшла на євро і стала 16-м членом єврозони.
  - Чехія стала державою-головою Ради Європейського союзу.
- 3 січня
  - У Буенос-Айресі стартувало ралі «Дакар—2009».
- 11 січня
  - Пройшла 66-а церемонія вручення кінопремії «Золотий глобус».
- 19 січня
  - Вирішено газовий конфлікт між Україною та Росією.
  - Оголошення переможців щорічної Премії «Люм'єр».
- 20 січня
  - Інавгурація Президента США Барака Обами.
- 28 січня
  - Відкриття щорічного Всесвітнього економічного форуму в Давосі (Швейцарія).
- 31 січня
  - У Москві стартував футбольний турнір Кубок Легенд.